# George More O'Ferrall
George Anthony More O'Ferrall (Bristol, 4 juli 1907 - Spanje, 18 maart 1982) was een Brits regisseur, producent en scenarioschrijver.

## Biografie
More O'Ferrall werd onderwezen aan het Beaumont College in Old Windsor. Sinds 1924 toerde hij door Frankrijk en het Verenigd Koninkrijk met een Shakespeareaans-theatergezelschap onder leiding van Ben Greet. Hij leerde regisseren aan de Central School of Speech and Drama in Londen. In de jaren twintig en dertig trad More O'Ferrall op in West End. In 1935 assisteerde hij Carol Reed toen hij de film Midshipman Easy regisseerde. In 1936 regisseerde en co-produceerde More O'Ferrall Picture Page, een van de eerste televisieseries die door de BBC werden uitgezonden. Hij diende vierenhalf jaar lang als officier in de Royal Artillery (onder meer tijdens de Slag om Engeland) en vervolgens in Brits-Indië voor het Veertiende Leger. In 1948 ontving Moore O'Ferrall de Royal Television Society Medal voor zijn productie van Hamlet. In het begin van de jaren vijftig richtte hij zich op het regisseren en produceren van films. Hij werkte voor de British Council. In 1975 verhuisde hij naar Spanje, alwaar hij op 74-jarige leeftijd overleed.

## Filmografie (selectie)
- Twelfth Night (1937)
- The Merchant of Venice (1947)
- Wuthering Heights (1948)
- Blithe Spirit (1948)
- Macbeth (1949)

- The Woman with No Name (1950)
- The Holly and the Ivy (1952)
- Angels One Five (1952)
- The Heart of the Matter (1954)
- Danger Zone (1963)